# Muqti
Een muqti was in de Middeleeuwen in de islamitische wereld een lokale machthebber, die van een sultan of andere heerser een iqta gekregen had, het recht om in een bepaald gebied (meestal enkele dorpen) belasting te innen. In ruil zorgde de muqti voor het lokale bestuur, de rechtspraak en het leveren van soldaten.
Vaak ging het iqta-recht over van vader op zoon.